# Cascades Triplet
Les cascades Triplet són cascades ubicades al Parc Nacional Great Otway de Victòria, a l'est d'Austràlia, a 200 km de Melbourne entre Colac i Gellibrand, o a 70 km d'Apollo Bay.
Les cascades són alimentades pel rierol Young i, com el seu nom indica, hi ha tres caigudes d'aigua que cauen cap a la base d'una vall situada enmig d'una exuberant selva tropical d'Eucalyptus regnans i de Nothofagus cunninghamii.
Normalment, les tres cascades flueixen quan hi ha hagut una pluja important aigües amunt, per la qual cosa no és estrany veure només una o dues cascades que flueixen.